# Pieve di San Giovanni Battista a Misileo
La pieve di San Giovanni Battista a Misileo è una chiesa di origine medievale; si trova nell'omonima frazione del comune di Palazzuolo sul Senio, nell'alta valle del Senio.

## Origini
La chiesa è di origine medievale; fu completamente ristrutturata nel 1781 e poi incorporata in un edificio signorile. Solamente il campanile a torre e il chiostro (oggi adibito ad uso di cortile) serbano tracce dell'antica struttura. Nel 1947, durante i lavori di costruzione della sacrestia, è stata rinvenuta parte della cripta (oggi transennata ed inaccessibile), costituita da un ambiente individuato da cinque colonne asimmetriche, sormontate da capitelli con semplici decorazioni. Nello stesso periodo, come accertato da documentazione fotografica, furono compiuti gli ultimi lavori di "snaturamento" del complesso, tra cui il più eloquente ed inosservato fu la demolizione della parte sommitale di un torrione in pietra a sud-est per incorporarlo nell'attuale edificio signorile. Appartiene alla chiesa un dipinto su tavola raffigurante la Madonna col Bambino e sei santi, opera fiorentina della fine del XV secolo.

## Antica chiesa medievale
Secondo il parere di alcuni docenti universitari, quella sino ad oggi ritenuta una cripta, altro non sarebbe che il protoportico dell'antica chiesa medievale. L'edificio è inaccessibile dal XVII secolo (in tale periodo un vescovo fiorentino scrisse di un altare dedicato a San Nicolò nella chiesa sottostante) ed oggi è interrato. Fino alla fine dell'Ottocento il campanile medievale era più alto di almeno sei-nove metri: infatti il muro di sud-est si ergeva "a vela" per ospitare due campane nelle sue monofore. Diverse peculiarità della "cripta" fanno pensare che la fondazione della prima basilica sia da ricondurre addirittura al periodo romano antico. Infatti una parte del muro del suddetto vano, totalmente differente dalle altre pareti, fu costruita con tecniche diverse e risulta molto più consumata ed è inglobata dentro le altre. 

Da ricordare inoltre che sul lato nord, oggi adibito a parcheggio, esisteva un campo, rialzato di due metri circa dal piano attuale. In tale campo durante lo sbancamento del 1983 per realizzare il parcheggio furono rimosse parecchie tombe disposte a più livelli di profondità. Com'è noto, per tutto il Medioevo e l'Età moderna è esistita l'usanza di tumulare i defunti "vicino alle chiese" sino a quando Napoleone con l'editto di Saint Cloud del 1804, obbligò le comunità a dotarsi di cimiteri delimitati esterni ai centri abitati.

## Tombe antiche e sepolture atipiche
Durante i lavori di costruzione del ponte sul confine di Misileo (1862-1865), fu ri-livellato tutto il piano stradale dalla chiesa alla dogana del "Castagno". Durante i lavori fu rinvenuta una sepoltura plurima; furono subito avviati gli scavi. Dentro al sepolcreto, delimitato da pietra alberese e ricoperto di lastroni dello stesso materiale, giacevano cinque scheletri di cui due con il viso rivolto verso terra. Tutti i cinque crani erano attraversati alla tempia da un chiodo di ferro passante. Il pievano di allora, don Domenico Zavagli, sfilò i chiodi e provvide all'inumazione dei poveri resti nel cimitero locale.
Nel 1863 don Zavagli invitò il famoso geologo e archeologo imolese Giuseppe Scarabelli a visionare il sepolcreto. Dal resoconto dello Scarabelli si apprende che tale inumazione, già riscontrata sia in periodo romano che in periodo medievale, rientra nella categoria delle sepolture atipiche. Il motivo di tale trattamento ai cadaveri pare riconducibile all'esigenza di impedire il ritorno in vita di tali persone (i cosiddetti revenant ("morti viventi") sarebbero potuti ritornare dal regno dei morti per compiere atti sanguinosi nottetempo), forse perché considerati eretici o perché colpevoli di crimini efferati,ma anche semplicemente perché accusati di stregoneria dagli abitanti del proprio paese.

## Altri manufatti
Embrici, mattoni manubriati romani, colonne e capitelli risultano essere materiali di recupero, ovvero manufatti di epoche antecedenti riutilizzati nella "cripta". Il portale murato a pietre e "a secco" darebbe quindi sicuramente accesso alla chiesa antica, ora tombata. Buona parte del complesso è stata salvata negli ultimi anni dal crollo con il rifacimento totale dei solai e dei tetti (travature a legno incluse). Pure la torre campanaria ha subito il rifacimento ex-novo della copertura.

Grazie all'intervento di molti enti pubblici e privati, è stata finanziata una campagna di studio a sondaggio (e scavo?) che riguarderà la cripta e la basilica sotterranea chiusa dal 1600.

## Misileo (il toponimo)
Il nome Misileo potrebbe derivare dal latino Mausoleum, cimitero, infatti secondo la tradizione romana i luoghi delle sepolture andavano scelti nei pressi dei confini, naturali o politici. Misileo è un confine bi-millenario. A rafforzare tale ipotesi semantica, esiste tuttora un toponimo "Ca' Musoleo" sulla riva sinistra del Senio; ed un altro "Musiolo" sulla riva destra. Ca' Musoleo si trova nei pressi della casa-torre denominata "Il castellare", edificio documentato sin dal XII secolo come castrum Misileii infeudato ai conti Guidi. Risulta certa l'importanza della Pieve come avamposto di confine nel periodo della costituzione del "limes Tiberiacum", linea fortificata di castra bizantini, sorta a difesa della Prefettura d'Italia, poi Esarcato bizantino d'Italia contro i barbari Longobardi.
Infatti è logico dedurre che dopo la pace della guerra greco-gotica del VII secolo, che stabiliva il confine Bizantino-Ravennate con quello della Tuscia Longobarda in un generico Alpes Appeninae, i bizantini abbiano deciso di difendersi, come sopracitato, in una linea più a valle dello spartiacque appenninico per motivi militar-logistici. Infatti, mancando la viabilità da Misileo verso sud, i Bizantini preferirono delimitare il confine tracciando una linea trasversale alle vallate fluviali dell'Appennino Tosco-Romagnolo. Si presume che tale confine fosse il Limes Tiberiacum.

## La torre "scomparsa"
Da un raffronto fotografico si nota che sino a dopo la Seconda guerra mondiale all'angolo sud-ovest del complesso esisteva un torrione in pietra simile alla vicina "torre Cavina di Misileo". Da verifiche in loco risulta che il pievano l'abbassò e la inglobò definitivamente nel complesso attuale (creò un unico piano di solaio). Aveva la copertura a quattro spioventi ed era ricoperta da lastre di arenaria, sicuramente era più bassa dell'attuale torre campanaria di almeno 4-5 metri. Si ignora quale fosse la destinazione d'uso originaria.

## Lavori di restauro
Tra il 2010 ed il 2011 sono stati ricostruiti i tetti della chiesa e di una parte della canonica; inoltre alcuni muri pericolanti sono stati recuperati e sanificati.
Anche il tetto della torre campanaria, ricostruito nel dopoguerra (in laterizio, travi di legno e puntelli di ferro) è stato rimosso poiché già in parte crollato. Dopo l'inserimento di uno speciale telaio d'acciaio di rinforzo per le quattro pareti è stata realizzata una nuova copertura in stile, con travi di legno e manto in laterizio anticato.

Il comune di Palazzuolo sul Senio, di concerto con l'Ente clero di Firenze e la Sovrintendenza storico architettonica ed archeologica stanno organizzando un sondaggio esplorativo dell'antica basilica sottostante, interrata dalla metà del XVII secolo.